# Faille géologique de Sandwich
La faille géologique de Sandwich est une faille géologique qui s'étend du nord-ouest d'Oswego au comté d'Ogle, passant ainsi par le comté de Lee, en Illinois (États-Unis).
La faille était généralement inactive, bien qu'il y ait eu un tremblement de terre mineur en 2002 et un autre, avec légèrement plus d'amplitude, le 10 février 2010.
La faille présente un rejet vertical qui est en grande partie d'environ 122 à 183 m (en certains points, il atteint jusqu'à 243 m), ce qui est probablement la configuration de plusieurs petites failles dont la direction et le rejet varient,.